# ورزشگاه احمد زبانه
ورزشگاه احمد زبانه (به عربی: ملعب أحمد زبانة) یک ورزشگاه در الجزایر است که در وهران، الجزایر واقع شده‌است.